# Uno Österman
Johan Uno Österman, född 2 september 1892 på Köpmanholm, död 1 augusti 1969 på Gräskö, var en svensk fiskare, jägare, spelman och smugglare.

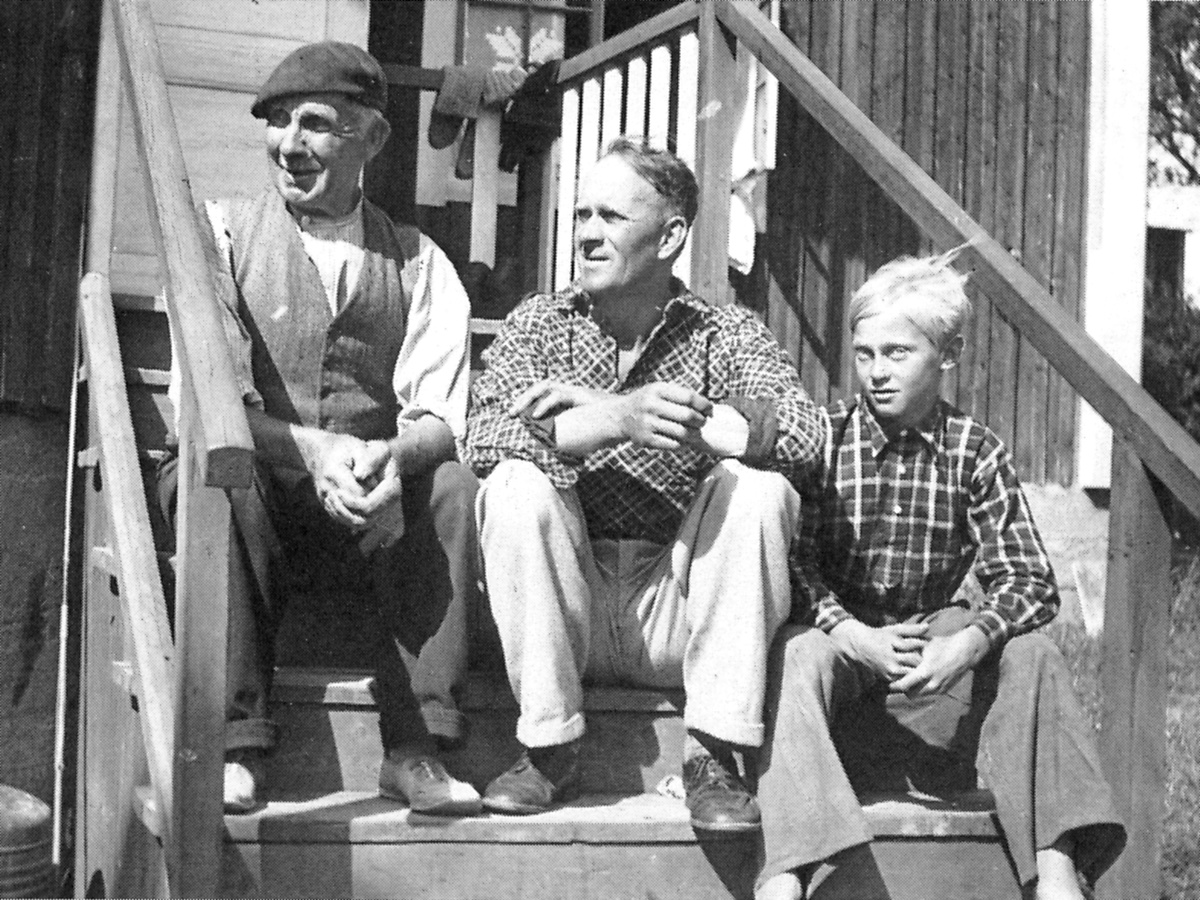
Tre generationer Österman samlade på trappan. Från vänster Edvard Österman, Uno Österman och Lars-Uno Österman. 1934.

Under 1920- och 1930-talen gjorde Uno Österman sig känd under namnet ”Gräskökungen” som den mest framgångsrike av de svenska spritsmugglarna på ostkusten. Under den tiden tillämpades Brattsystemet i Sverige vilket gjorde det svårt för mindre bemedlade personer att köpa starksprit på Systembolaget eftersom utrymmet i motboken var starkt kopplat till innehavarens sociala ställning. Det ansågs att spritkonsumtion ledde till omfattande folkhälsoproblem och brottslighet. Samtidigt var fattigdomen utbredd i de baltiska länderna, men möjligheten att bränna sprit av potatis och vete för export öppnade nya möjligheter till inkomst. Kombinationen av dessa faktorer ledde till en omfattande och lönsam smuggling. Den svenska tullen försökte stoppa spriten vid gränsen, men de infödda smugglarnas lokalkännedom gjorde att de ofta kunde undgå tullen. Av de uppskattningsvis 13 miljoner liter som smugglades in totalt lyckades tullen bara beslagta 13 000 liter, det vill säga runt en promille.
Pengarna som Österman tjänade på smugglingen gjorde att han kunde umgås med skärgårdssociteten. Bland hans gäster på Gräskö kan nämnas Evert Taube, Carl von Schewen, Albert Engström, Anders Zorn, Ivar Kreuger och ”kollegan” Algoth Niska.
| ” | Minns du den än, minns du den lyckliga tiden? | „ |
| – En hälsning från Algoth Niska i Uno Östermans gästbok på 1940-talet, ett citat ur operetten Csardasfurstinnan som var mycket populär på den tiden, |                                               |   |

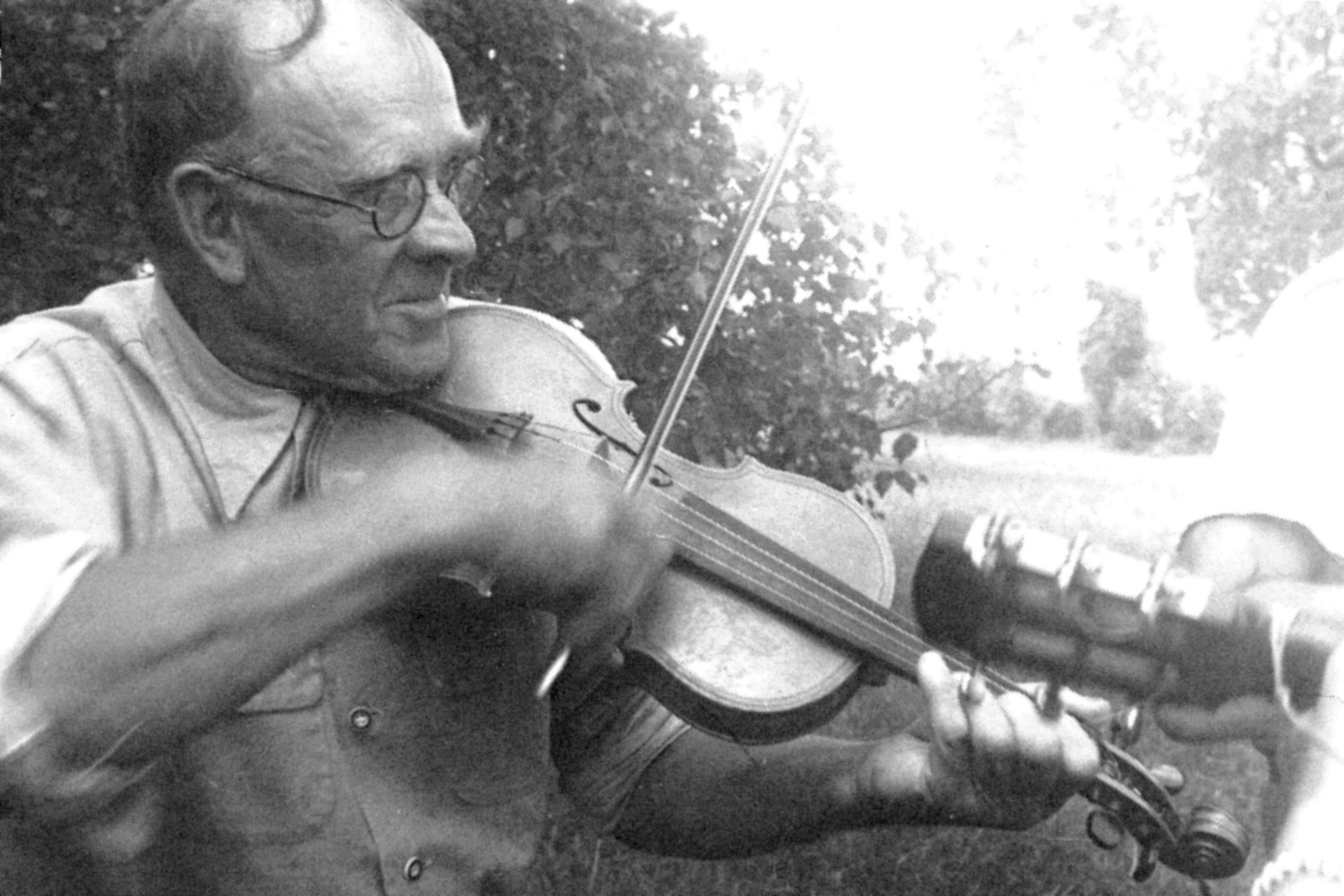
Uno Österman gnider sin fiol, Gräskö, 1950-talet.

Uno Österman har varit förebild för karaktären ”Fritiof på Utskär” i filmen Där fyren blinkar. Han var även engagerad i inspelningen av filmen på Arholma i Stockholms skärgård. Han har också skildrats i Björn Holms roman Flytande guld.
Uno Österman var också en populär spelman och skicklig violinist, något som har förevigats för eftervärlden av Evert Taube.
| ”                                    | Från Uno Östermans fiol hördes ingen låt, och inte såg vi någon kjol och där låg ingen båt. Nej, det fanns ingenting att se i Calle Schewens lund. Vi satte kurs på vår supé och for till Furusund. | „ |
| – ur Vals i Furusund av Evert Taube, | |   |